# Gaediopsis mexicana
Gaediopsis mexicana is een vliegensoort uit de familie van de sluipvliegen (Tachinidae). De wetenschappelijke naam van de soort is voor het eerst geldig gepubliceerd in 1891 door Brauer and Bergenstamm.